# Le Puits (film, 2016)
Cet article concerne le film de Lotfi Bouchouchi. Pour le film de Samantha Lang, voir Le Puits.
Pour les articles homonymes, voir Le Puits.
Pour plus de détails, voir Fiche technique et Distribution.
Le Puits (en arabe : البئر, al-Bi’r) est un film algérien réalisé par Lotfi Bouchouchi et sorti en 2016, en langues arabe et français.
Il a été sélectionné comme l'entrée algérienne pour le meilleur film en langue étrangère lors des 89e Oscars, mais n'a reçu aucune nomination,.

## Synopsis
A la fin des années cinquante, pendant la période de l'occupation française et dans l'un des villages algériens, l'armée française a assiégé la population des femmes et des enfants et les empêche d'approcher le seul puits qu'ils alimentent en tirant sur tous ceux qui s'y rendent.

## Fiche technique
- Réalisation : Lotfi Bouchouchi
- Histoire : Mourad Bouchouchi
- Scénario : Yacine Mohamed Benelhadj
- Photographie : Hazem Berabeh
- Son : Mouaiz Cheikh
- Musique : Cedric Perras
- Montage : Noura Nefri
- Décor : Adel Kacer et Lotfi Bouchouchi
- costume: Hamida Amzal
- Production : Lotfi Bouchouchi
- Sociétés de production : Agence algérienne pour le rayonnement culturel (AARC), Conseil national du cinéma et de l'audiovisuel (CNCA) et BL Fims
- Pays d'origine : Algérie
- Langues originales : arabe et français
- Format : Couleur - 2,35:1 - 35 mm
- Son : Dolby Digital 5.1
- Durée : 96 minutes
- Dates de sortie :
  -  : 9 septembre 2015
  -  Algérie : 8 mars 2016

## Distribution
- Nadia Kaci : Freyha
- Laurent Maurel : Lieutenant Encinas
- Zouhir Bouzrar
- Layla Metssitane : Khadidja
- Ourais Achour : Cheikh Benaouda
- Mohamed Adrar : Si Moulay
- Mebrouk Feroudji : Kader
- Hania Amar : Meriem Kheroubi
- Djamila Bahr : Samira Boudalů
- Abdelkader Slimani : Toufik
- Mouni Bouallam : Nouria
- Najib Djendi : Tahar
- Slimi Slimane : Mansour
- Jérémie Petrus
- Marwan Zeghbib : Le soldat français
- Sirine Darine : Ferdi

## Tournage
Le tournage du film a lieu à Laghouat, située à 400 km au sud de la capitale Alger.

## Distinctions

### Récompenses
- Grand prix du 9e Festival international du film de Mascate.
- Prix du 31e Festival du cinéma méditerranéen d'Alexandrie.
- Grand prix du 5e Festival maghrébin du film d'Oujda.
- Prix du meilleur réalisateur au 9e Festival international du film arabe d'Oran[4].

### Nominations
Il a été sélectionné comme l'entrée algérienne pour le meilleur film en langue étrangère lors des 89e Oscars, mais n'a reçu aucune nomination.